# Lewes Castle
Lewes Castle (tidligere Bray Castle) er et tidligere slot i Lewes i East Sussex i England. Det er bygget på byens højeste punkt. Toppen er opbygget af kalkblokke. Oprindeligt blev det kaldt Bray Castle og var et fæstningsværk af træ, men senere opbygget i sten.  Det og Lincoln Castle i Lincoln i Lincolnshire, er de bedst bevarede motte-and-baileyfæstninger i England.
Sussex Archaeological Society fik det af Charles Thomas-Stanford (senere adlet sir) i 1922.